# Tecla modificadora

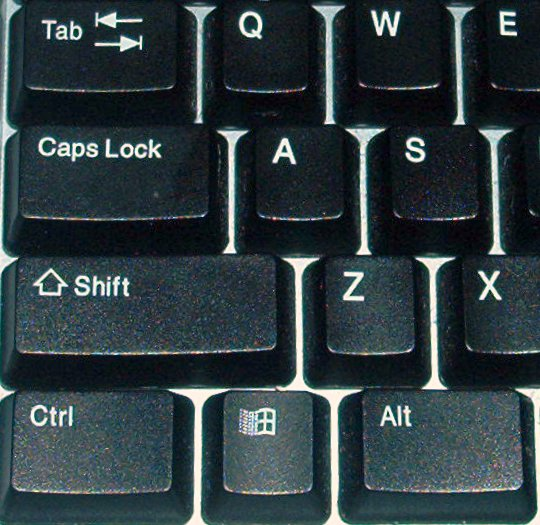
Vista de tecla modificadora

En informática, una tecla modificadora es un tipo de tecla que cuando se pulsa junto con al menos otra tecla, realizan una operación especial. Raramente tiene alguna función cuando se usa sola.
Suelen utilizarse en los atajos de teclado.
Por ejemplo, el conocido atajo de teclado: Ctrl+Alt+Supr, que originalmente en las computadoras IBM PC servía para reiniciar “en caliente” y ahora los sistemas operativos implementan para tareas distintas como mostrar una lista de los procesos y permitir cerrarlos, reiniciar o apagar el sistema, iniciar sesión, etcétera.
Otros atajos son Alt+F4 y Alt+Tab ↹, que en muchos sistemas operativos permiten cerrar ventanas o alternar entre ellas, respectivamente.

## Conjunto de teclas modificadoras
- Alt es la tecla Alt, que significa “tecla de alternativa”.
- Alt Gr es la tecla Alt Gr, generalmente ubicada a la derecha de la tecla espaciadora.
- Ctrl es la tecla Ctrl, que significa “tecla de control”.
- ⇧ Mayús es la tecla Shift o tecla de mayúscula, usada para escribir mayúsculas y otros caracteres “superiores”. Normalmente, hay dos por cada teclado, una a la izquierda de las teclas alfanuméricas, y otra a la derecha.

Teclado IBM PC/Compatible IBM PC/Microsoft Windows (distribución española).